# 格里戈里·克里沃舍耶夫
格里戈里·費多托維奇·克里夫施耶夫（1929年9月15日—2019年4月29日）是一名蘇聯與俄羅斯將軍，最高軍階為上將，以其編撰的《蘇聯武裝力量在歷次戰爭、作戰行動和軍事衝突中的損失》（Гриф секретности снят: Потери Вооруженных Сил СССР в войнах, боевых действиях и военных конфликтах）一書而聞名，該書是第一本正式探討蘇聯在歷年戰爭和衝突中傷亡人數的著作。

## 生平
克里夫施耶夫於1929年9月15日出生於蘇聯新西伯利亚州馬斯利亞尼諾區的一座小村莊，於1949年9月參軍服役，曾先後就讀秋明步兵學校、托木斯克理工大学、鄂木斯克步兵學校和伏龍芝軍事學院。畢業後，先是擔任基輔軍區第115摩托化步兵師第469摩托化步兵團營長。1967年，任命為第48近衛訓練戰車師摩托化步兵團副團長，隔年晉升團長。1969年任該師參謀長。1971年，進入蘇聯武裝部隊總參謀部軍事學院就讀，並取得軍事科學副博士学位。1973年任第161摩托化步兵師。之後又於1972年擔任了第38軍團參謀長。
1979年3月任土耳其斯坦軍區參謀長。1984年4月，克里夫施耶夫晉升上將。同年6月，任「苏军驻德集群」參謀長。1987年1月，克里夫施耶夫任總參組織動員總局局長。1991年9月，克里夫施耶夫退役，但依舊與數名歷史學者於總參謀部工作。2019年4月29日，克里夫施耶夫去世。

## 著作
1993年，克里夫施耶夫出版了其主編的《蘇聯武裝力量在歷次戰爭、作戰行動和軍事衝突中的損失》（Гриф секретности снят: Потери Вооруженных Сил СССР в войнах, боевых действиях и военных конфликтах）一書，這是第一本正式探討蘇聯在歷年戰爭和衝突中傷亡人數的著作，此前舉凡提及蘇聯在戰爭中的傷亡皆會因為政治因素而有所增減，而本書以檔案文獻為基礎所彙編。1997年，該書由倫敦格林希爾圖書（Greenhill Books）出版英文版，題名為《二十世紀的蘇聯傷亡和戰鬥損失》（Soviet Casualties and Combat Losses in the Twentieth Century）。軍事歷史學家彼得·G·曹拉斯評論本書是「對二十世紀戰爭史極為重要和無法取代的貢獻」。

## 註腳
1. ↑  洛培茲，貝爾納 & 奧本（2019年），第183页
2. ↑  格兰斯 & 豪斯（2012年），第15页
3. ↑  Tsouras（2001年）